# Бибб (округ, Джорджия)
Бибб (англ. Bibb County) — округ штата Джорджия, США. Население округа на 2000 год составляло 153887 человек. Административный центр округа — город Мейкон.

## История
Округ Бибб основан в 1822 году.

## География
Округ занимает площадь 647.5 км2.

## Демография
Согласно Бюро переписи населения США, в округе Бибб в 2000 году проживало 153887 человек. Плотность населения составляла 237.7 человек на квадратный километр.